# Antonio Torres Servín
Juan Antonio Torres Servín (ur. 15 lipca 1968 w mieście Meksyk) – meksykański piłkarz występujący na pozycji prawego obrońcy, trener piłkarski.

## Kariera klubowa
Torres Servín pochodzi ze stołecznego miasta Meksyk i jest wychowankiem tamtejszego klubu Pumas UNAM, do którego seniorskiego zespołu został włączony jako dwudziestolatek przez szkoleniowca Miguela Mejíę Baróna. W meksykańskiej Primera División zadebiutował 1 marca 1989 w zremisowanym 1:1 spotkaniu z Monterrey. W 1989 roku triumfował ze swoją drużyną w najbardziej prestiżowych rozgrywkach kontynentu, Pucharze Mistrzów CONCACAF, a także zdobył z Pumas Copa Interamericana, jednak pozostawał zaledwie rezerwowym ekipy i miejsce w wyjściowej jedenastce wywalczył sobie dopiero kilkanaście miesięcy później. Premierowego gola w najwyższej klasie rozgrywkowej strzelił 13 stycznia 1991 w wygranej 5:2 konfrontacji z Américą. W tym samym sezonie, 1990/1991, osiągnął z Pumas jedyny w karierze tytuł mistrza Meksyku, będąc kluczowym punktem defensywy swojego klubu.
Latem 1994 Torres Servín został zawodnikiem drugoligowego zespołu CF Pachuca, gdzie od razu został podstawowym piłkarzem i w sezonie 1995/1996 zwyciężył z nim w rozgrywkach Primera División A, awansując do najwyższej klasy rozgrywkowej. W pierwszej lidze spędził w barwach Pachuki tylko rok, po czym spadł z nią ponownie do drugiej ligi. Mimo to nie opuścił drużyny i w rozgrywkach Invierno 1997 ponownie wygrał z nią drugą ligę meksykańską, dzięki czemu w sezonie 1997/1998 uzyskał kolejny awans do pierwszej ligi. Dopiero wówczas skorzystał z oferty pierwszoligowego Club Santos Laguna z siedzibą w mieście Torreón, w którym występował z kolei przez rok, a następnie podpisał umowę z drugoligowym Nacionalem de Tijuana. W styczniu 2001 przeszedł do jednej z najbardziej utytułowanych drużyn w kraju, Chivas de Guadalajara, którego barwy reprezentował przez rok w roli rezerwowego i bez większych sukcesów, natomiast profesjonalną karierę piłkarską zakończył w wieku 35 lat jako gracz drugoligowego Tigrillos Saltillo, filii klubu Tigres UANL.

## Kariera trenerska
Po zakończeniu kariery piłkarskiej Torres Servín został trenerem, początkowo pracując w roli asystenta w swojej byłej drużynie, CF Pachuca, współpracując w niej z sukcesami z Enrique Mezą, Guillermo Rivarolą oraz Pablo Marinim. W późniejszym czasie został zatrudniony przez swój macierzysty klub Pumas UNAM, gdzie najpierw poprowadził ekipę w jednym meczu jako tymczasowy szkoleniowiec, później pełnił rolę członka sztabu szkoleniowego trenera Mario Carrillo, a po jego odejściu, w październiku 2012, znów tymczasowo objął ekipę. W listopadzie 2012 władze drużyny zdecydowały, że już na stałe zostanie pierwszym trenerem Pumas. Został zwolniony we wrześniu 2013 po dziesięciu z rzędu ligowych spotkaniach bez zwycięstwa, nie odnosząc z ekipą poważniejszych osiąnięć.